# Ottok
Ottok, polnisch Otoki (1936–1945: Auenwalde) ist eine Ortschaft in der Gemeinde Zülz (Biała) im Powiat Prudnicki (Kreis Neustadt O.S.) in der polnischen Woiwodschaft Oppeln.

## Geographie

### Geographische Lage
Das Straßendorf Ottok liegt im Süden der historischen Region Oberschlesien. Der Ort liegt etwa drei Kilometer nordwestlich des Gemeindesitzes Zülz, etwa zwölf Kilometer nordöstlich der Kreisstadt Prudnik und etwa 35 Kilometer südwestlich der Woiwodschaftshauptstadt Opole.
Ottok liegt in der Nizina Śląska (Schlesische Tiefebene) innerhalb der Kotlina Raciborska (Ratiborer Becken).

### Ortsteile
Zu Ottok gehört der Weiler Kolonia Otocka (Kolonie Ottok).

### Nachbarorte
Nachbarorte von Ottok sind im Westen Podlesie (Waldeck) und Pleśnica (Plieschnitz), im Nordwesten der Weiler Kolonia Otocka (Kolonie Ottok), im Norden Grabine (Grabina), im Nordosten Kolonia Ligocka (Kolonie Ellguth) und Ernestinenberg (Górka Prudnicka), im Südosten Ellguth (Ligota Bialska), im Süden Waschelwitz (Wasiłowice) und im Südwesten Schmitsch (Śmicz).

## Geschichte

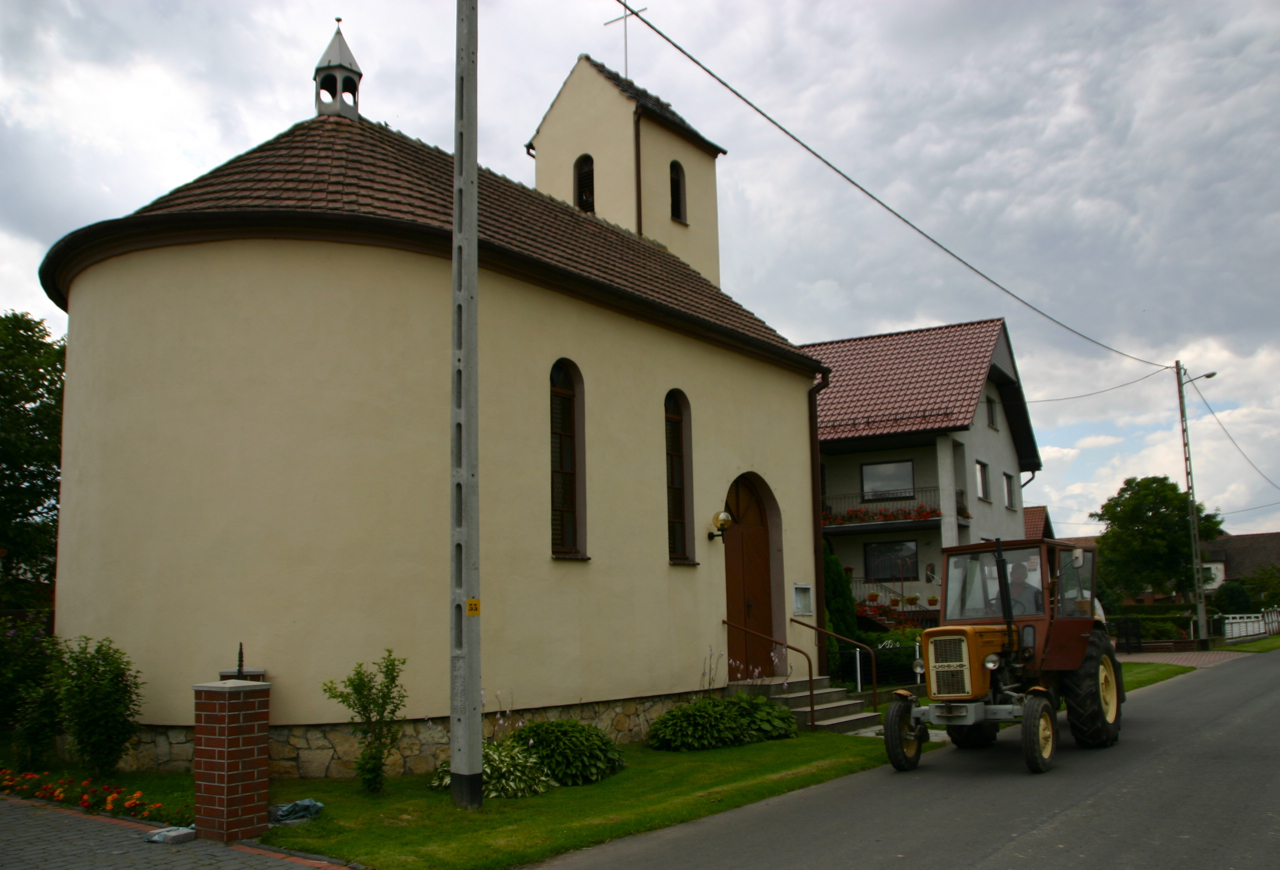
Kirche

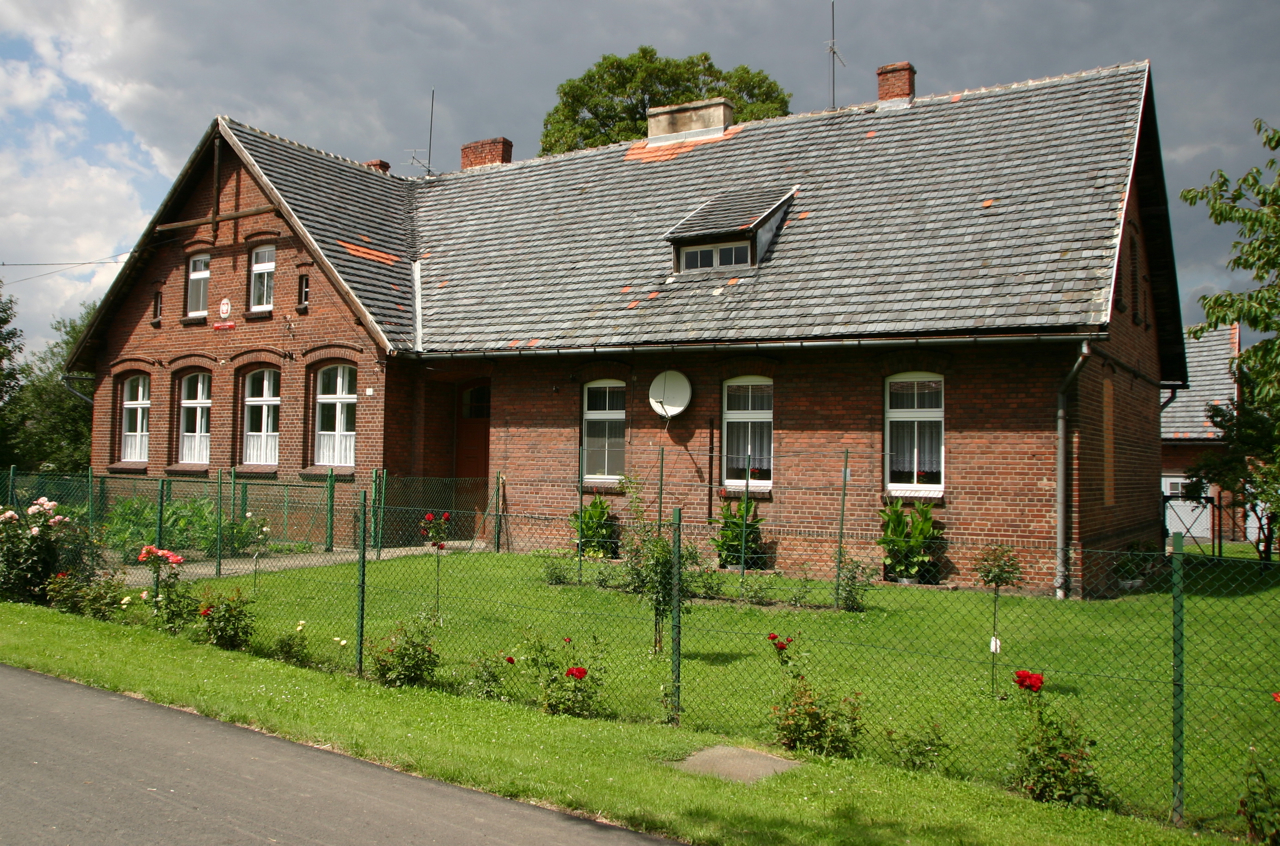
Ziegelsteingebäude

Der Ort wurde in der zweiten Hälfte des 14. Jahrhunderts gegründet und wurde 1383 erstmals urkundlich als „Ottak“ und „Eichak“ erwähnt.
Nach dem Ersten Schlesischen Krieg 1742 gelangte Ottok mit dem größten Teil Schlesiens an Preußen.
Nach der Neuorganisation der Provinz Schlesien gehörte die Landgemeinde Ottok ab 1816 zum Landkreis Neustadt O.S. im Regierungsbezirk Oppeln. 1845 bestanden im Dorf 51 Häuser. Im gleichen Jahr lebten in Ottok 309 Menschen, allesamt katholisch. 1855 lebten 547 in Ottok. 1865 bestanden im Ort 12 Bauern-, 19 Gärtnerstellen und 15 Häuslerstellen sowie eine katholische Schule. Die katholische Schule wurde im gleichen Jahr von 60 Schülern besucht. Eingepfarrt waren die Bewohner nach Ellguth. 1874 wurde der Amtsbezirk Zülz-Land gegründet, welcher aus den Landgemeinden Altstadt, Grabine, Groß Pramsen, Ottok, Schönowitz und Waschelwitz bestand. 1885 zählte Ottok 395 Einwohner.
Bei der Volksabstimmung in Oberschlesien am 20. März 1921 lag Ottok außerhalb des Abstimmungsgebietes. 1933 lebten im Ort 294 Einwohner. Am 2. Juli 1936 wurde der Ort in Auenwalde umbenannt. 1939 hatte Auenwalde 285 Einwohner. Bis 1945 befand sich der Ort im Landkreis Neustadt O.S.
1945 kam der bisher deutsche Ort unter polnische Verwaltung und wurde in Otoki umbenannt und der Woiwodschaft Schlesien angeschlossen. 1950 kam der Ort zur Woiwodschaft Oppeln und seit 1999 gehört er zum Powiat Prudnicki. Am 6. März 2006 wurde in der Gemeinde Zülz, der Ottok angehört, Deutsch als zweite Amtssprache eingeführt. Am 24. November 2008 erhielt der Ort zusätzlich den amtlichen deutschen Ortsnamen Ottok.

## Sehenswürdigkeiten und Denkmale
- Zu einer kleinen Kirche ausgebaute Kapelle
- Wegkapelle
- Wegkreuze
- Bildstöcke
- Gefallenendenkmal